# Krossnes
Krossnes är en udde i republiken Island.   Den ligger i regionen Västfjordarna, i den västra delen av landet, 140 km norr om huvudstaden Reykjavík.
Terrängen inåt land är platt åt nordost, men åt sydväst är den kuperad. Havet är nära Krossnes åt nordost.  Närmaste större samhälle är Hvammstangi, 11,1 km öster om Krossnes.